# 道通天地
道通天地（Taoist TV）於2004年啟播，是全球唯一以24小時播放的道教電視頻道，以粵語廣播。

## 頻道歷史
- 2004年起，香港寬頻bbTV正式啟播。
- 2011年1月26日起，無綫收費電視正式啟播。
- 2013年1月26日起，無綫收費電視正式停播此頻道。
- 2015年1月9日起，無綫網絡電視正式啟播。
- 2016年1月8日起，無綫網絡電視正式停播此頻道。
- 2016年1月28日起，now TV正式啟播。
- 2017年1月1日起，香港寬頻bbTV正式停播此頻道。
- 2019年1月28日起，now TV正式停播此頻道。

## 外部連結
- 道通天地 （页面存档备份，存于）
- 道通天地的Facebook專頁
- 道通天地的Instagram帳戶
- YouTube上的道通天地頻道